# Nicolas Ray
Cet article possède des paronymes, voir Nicholas Ray et Nicolas Rey.
Nicolas Ray, né le 14 mai 1981 à Vichy, est un homme politique français. Il est député de la troisième circonscription de l'Allier depuis le 22 juin 2022.

## Biographie

### Jeunesse et études
Nicolas Ray est diplômé de l'Institut d'études politiques de Paris, où il se spécialise en économie et en droit public.

### Parcours professionnel
Devenu inspecteur principal des finances publiques à la DGFIP de l'Allier, il est par ailleurs agent comptable de la chambre d'agriculture du département. Il a également exercé à la trésorerie de Vic-sur-Cère, dans le Cantal.

### Carrière politique
En 2001, il se présente sur la liste du maire sortant Joseph Bléthon au conseil municipal de Cusset. Il adhère à l'UMP en 2003.
Nicolas Ray est conseiller municipal de Bellerive-sur-Allier depuis 2014.
En 2017, il est le suppléant du candidat (LR) Gabriel Maquin.
Le 3 avril 2022, il annonce, à Gannat, sa candidature aux élections législatives.
Il est élu le 19 juin 2022 avec l'étiquette Les Républicains, face à Bénédicte Peyrol, la députée sortante (LREM), à qui il prend le siège de député dans l'Allier. Il arrive en tête dans 87 des 88 communes de la circonscription.
Après la dissolution de l'Assemblée nationale le 9 juin 2024, il se représente aux législatives sous la bannière « union républicaine de la droite et du centre ». Il est réélu au second tour, le 7 juillet 2024, avec 59,07 % des voix.

## Détails des mandats et fonctions

### Mandats nationaux actuels
- depuis le 19 juin 2022 : député de la troisième circonscription de l'Allier[8]

### Mandats locaux
- de 2014 à 2020 : conseiller municipal de Bellerive-sur-Allier, liste de la majorité « Bellerive Avenir »[9]
- depuis 2020 : conseiller municipal de Bellerive-sur-Allier, liste de la majorité « Bellerive Attractive » et rapporteur du budget[10],[11]